# Phillips 66
Phillips 66 – amerykańskie przedsiębiorstwo sektora energetycznego i paliwowego z siedzibą w Houston w stanie Teksas, powstałe w 2012 roku w wyniku spin-offu z ConocoPhillips. Do głównej działalności przedsiębiorstwa zalicza się handel gazem ziemnym, ropą naftową oraz produktami przemysłu petrochemicznego.
Przedsiębiorstwo specjalizuje się w transporcie, przetwarzaniu oraz sprzedaży ropy naftowej i paliw, jak również w odbiorze, przetwarzaniu transporcie i sprzedaży gazu ziemnego i gazu NGL. W Stanach Zjednoczonych paliwa Phillips 66 klientom detalicznym sprzedawane są głównie pod marką Phillips 66 oraz Conoco. W Austrii, Niemczech oraz Wielkiej Brytanii paliwa firmy można nabyć pod marką JET. Przedsiębiorstwo sprzedaje także oleje silnikowe i smary przemysłowe pod marką Phillips 66, Conoco oraz 76.
W 2015 roku przedsiębiorstwo zajęło 7. pozycję w rankingu Fortune 500 oraz 23. pozycję w rankingu Fortune Global 500.

## Rafinerie
Do Phillips 66 należy 11 rafinerii ropy naftowej, w tym dwie rafinerie w stanie Luizjana, dwie w Kalifornii oraz po jednej w stanie Waszyngton, w Montanie, Oklahomie, Teksasie, New Jersey, jak również w Cork w Irlandii oraz w North Lincolnshire w Wielkiej Brytanii. Przedsiębiorstwo posiada także 50% udział w 2 rafineriach w Teksasie oraz Illinois, jak również 18,75% udział w rafinerii MiRO w Karlsruhe w Niemczech. W 2014 roku przedsiębiorstwo sprzedało swój 47% udział w rafinerii w stanie Malakka w Malezji. Łączna dzienna moc przerobowa wszystkich rafinerii wynosi prawie 2,2 mln baryłek, w tym 588 tys. baryłek na dobę w rafineriach w Europie.
Phillips 66 posiada także 50% udział w Chevron Phillips Chemical, przedsiębiorstwie chemicznym specjalizującym się w produkcji i sprzedaży etenu, polietylenu, alfa-olefin, benzenu, styrenu, paraksylenu, cykloheksanu, polistyrenu, jak również chemikaliów specjalistycznych takich jak związki siarkoorganiczne, rozpuszczalniki, katalizatory, płuczki wiertnicze i inne.

## Zakłady przetwarzania gazu
Przedsiębiorstwo posiada 50% udział w DCP Midstream, przedsiębiorstwie posiadającym lub zarządzającym w sumie 64 zakładami przetwarzania gazu ziemnego o łącznej wydajności około 7,8 mld stóp sześciennych (około 220 871 mln metrów sześciennych) na dobę, jak również 12 zakładami frakcjonowania gazu NGL. Przedsiębiorstwo posiada lub operuje na łącznie 66 400 milach rurociągów.
Phillips 66 zarządza zakładem frakcjonowania gazu NGL w Teksasie, należącym do Gulf Coast Fractionators, w którym posiada 22,5% udziałów. Ponadto przedsiębiorstwo posiada 12,5% udział w zakładzie frakcjonowania w kolejnym zakładzie w Teksasie oraz 40% udział w zakładzie frakcjonowania w stanie Kansas. Łączny udział spółki w wydajności zakładów wynosi nieco poniżej 102 tys. baryłek na dobę.

## Transport
W roku 2014 Phillips 66 posiadało lub posiadało udział w 14 rurociągach ropy surowej o łącznej długości 1476 mil, a także w 22 ropociągach ropy naftowej o łącznej długości 6038 mil. Ponadto przedsiębiorstwo posiada udziały w 6 gazociągach gazu NGL o łącznej długości 3567 mil. Philips 66 posiada także 3 gazociągi LPG o łącznej długości 764 mil oraz mniejszościowy udział w jednym rurociągu gazu ziemnego o długości 1698 mil.
Przedsiębiorstwo posiada udziały w terminalach przeładunkowych morskich i kolejowych oleju surowego na terenie Stanów Zjednoczonych, o łącznej wydajności 208 tys. baryłek na dobę dla terminali kolejowych oraz 102 tys. baryłek na godzinę dla terminali morskich.
Przedsiębiorstwo czarteruje 13 dwukadłubowych tankowców o pojemnościach od 300 tys. do 1,1 mln baryłek, 2 tankowce zgodne z Ustawą Jonesa z 1920 oraz 59 barek. Na potrzeby transportu lądowego Phillips 66 posiada lub wynajmuje w sumie ponad 11 400 wagonów zbiornikowych oraz korzysta z usług około 150 firm transportu ciężarowego.